# Aridane Santana
Aridane Jesús Santana Cabrera (Vecindario, Gran Canaria, Canarias, España, 31 de marzo de 1987), conocido como Aridane es un futbolista español que juega en la posición de delantero y su equipo es la Unión Deportiva San Fernando de la Tercera Federación. 

## Trayectoria
Formado en las categorías inferiores de la Unión Deportiva Vecindario y Deportivo de La Coruña, pasa al filial de este en 2006 para jugar durante tres años con el B del Dépor. Después competiría un año en el Real Zaragoza "B", para volver a las islas y jugar por el Universidad de Las Palmas, también por un año.
En 2011 fichó por el Club Deportivo Leganés donde sólo competiría media temporada, hasta enero de 2012, cuando recalaría en las filas del Club Deportivo Tenerife durante tres temporadas y media. En la temporada 2012-13 logró el ascenso a Segunda División, siendo el máximo goleador de los cuatro grupos de Segunda División B, marcando 27 goles.
En 2015 ficha por el Bangkok Glass Football Club de la liga de Tailandia. En el mercado de invierno de la temporada 2015-16 fichó por el Club Deportivo Mirandés.
El 3 de agosto de 2016 fichó por el Albacete Balompié, donde estuvo hasta que rescindió contrato el 9 de julio de 2018. Entonces se marchó a la Cultural y Deportiva Leonesa antes de probar fortuna en la India.
En julio de 2021 regresó al fútbol español después de firmar con la U. D. Logroñés hasta junio de 2022. Compitió durante esa temporada en la Primera División RFEF antes de volver a Canarias para jugar en la Segunda Federación con el C. D. Atlético Paso.
El 1 de septiembre de 2023, firma por la Real Balompédica Linense de la Segunda Federación.

## Clubes
| Club                             | País      | Año       |
| -------------------------------- | --------- | --------- |
| R. C. Deportivo de La Coruña "B" | España    | 2006-2009 |
| Real Zaragoza "B"                | España    | 2009-2010 |
| Universidad de Las Palmas        | España    | 2010-2011 |
| C. D. Leganés                    | España    | 2011      |
| C. D. Tenerife                   | España    | 2012-2015 |
| Bangkok Glass F. C.              | Tailandia | 2015-2016 |
| C. D. Mirandés                   | España    | 2016      |
| Albacete Balompié                | España    | 2016-2018 |
| Cultural y Deportiva Leonesa     | España    | 2018-2019 |
| Delhi Dynamos F. C.              | India     | 2019-2020 |
| Hyderabad F. C.                  | India     | 2020-2021 |
| U. D. Logroñés                   | España    | 2021-2022 |
| C. D. Atlético Paso              | España    | 2022-2023 |
| Real Balompédica Linense         | España    | 2023-2024 |
| U. D. San Fernando               | España    | 2024-Act  |